# Sàhara Occidental
|  | No s'ha de confondre amb República Àrab Sahrauí Democràtica. |

Àrees del Sàhara Occidental sota control del Marroc (blau) i de la RASD (verd).

El Sàhara Occidental (àrab: الصحراء الغربية, aṣ-Ṣaḥrā’ al-Ḡarbiyya; amazic: Taneẓroft Tutrimt), antic Sàhara Espanyol, és un territori del nord-oest d'Àfrica que es correspon amb la part occidental del desert del Sàhara, amb façana atlàntica; limita al nord amb el Marroc, al nord-est amb Algèria, a l'est i al sud amb Mauritània i a l'oest amb l'oceà Atlàntic.
Es tracta d'un territori referenciat a la llista de les Nacions Unides de territoris no autònoms, és a dir, pendent de descolonitzar. Es troba ocupat i administrat en la seva pràctica totalitat pel Regne del Marroc, que prova d'homogeneïtzar-lo administrativament a les regions originades en aquest Estat després de la seva independència. Una porció del territori del Sàhara Occidental, la seva franja oriental, de sud a nord, és controlada per efectius de l'anomenada República Àrab Sahrauí Democràtica RASD, a excepció de la ciutat de La Güera, que es troba deshabitada, per bé que sota control efectiu maurità. Segons les Nacions Unides, l'Estat espanyol, de iure, es considera encara com la potència colonitzadora malgrat que renuncià a aquest status formalment, i als seus drets i obligacions.
Té una extensió de 266.000 km² i una població d'uns 270.000 habitants (2004). La capital i principal ciutat és El Aaiún, on s'agrupa la majoria de la població. El Sàhara Occidental és un dels territoris de població més dispersa del món, i en algunes classificacions surt com el menys densament poblat. Majoritàriament són saharauis.
Els recursos minerals hi són extraordinaris, en particular els fosfats (Bu Craa) i el ferro.
La sobirania del territori se la disputen el Marroc i la RASD (República Àrab Sahrauí Democràtica). Actualment es troba majoritàriament ocupat, i reclamat completament, per l'Estat marroquí, però aquesta reclamació no és reconeguda internacionalment; de fet, la majoria d'estats sobirans no la reconeixen. El Sàhara Occidental es troba a la llista de les Nacions Unides de territoris no autònoms. En el pla de pau hi ha prevista una futura Autoritat del Sàhara Occidental sota els auspicis de l'ONU que s'hauria d'ocupar de la celebració del referèndum d'autodeterminació, però les parts encara no s'han posat d'acord.
Les regions del Marroc d'Uad Ed-Dahab-La Güera i Guelmim-Semara (zona sud), formen conjuntament amb la regió de El Aaiún-Bojador-Saguía El Hamra el territori històric del Sàhara Occidental.

## Estatus
Segons un informe sol·licitat pel Consell de Seguretat a l'assessor jurídic de les Nacions Unides, els Acords de Madrid no van fer al Marroc ni a Mauritània potències administradores del territori, pel que aquest segueix sent, a efectes jurídics, territori no autònom administrat per Espanya. Aquest informe (document S/2002/161) dirigit al president del Consell de Seguretat de Nacions Unides, i datat el 29 de gener de 2002, indica en el seu paràgraf sisè:
| « | El 14 de novembre del 1975 Espanya, el Marroc i Mauritània van emetre a Madrid una declaració de principis sobre el Sàhara Occidental (l'"Acord de Madrid"), d'acord amb el qual les facultats i responsabilitats d'Espanya, com Potència administradora del Territori, es van transferir a una administració temporal tripartida. L'Acord de Madrid no va transferir la sobirania sobre el Territori ni va conferir a cap dels signataris la condició de Potència administradora, condició que Espanya, per si sola, no podia haver transferit unilateralment. La transferència de l'autoritat administrativa sobre el Territori al Marroc i Mauritània el 1975 no va afectar la condició internacional del Sàhara Occidental com Territori no autònom. | » |
| — | |   |

L'administrador de facto de la major part del territori és el Marroc. La resta es troba controlat per l'autoproclamada República Àrab Sahrauí Democràtica (RASD). La RASD està reconeguda per la Unió Africana i per 81 països del món, la majoria africans o llatinoamericans. Els últims a fer-ho han estat Sud-àfrica el 2004 (per una promesa personal de Nelson Mandela que tenia amb el moviment nacional saharauí quan ambdues organitzacions encara lluitaven per l'emancipació real dels seus respectius països), l'Uruguai el 2005 i Haití el 2006. A més del restabliment de relacions per part de l'Equador el 2006, Nicaragua el 2007 i del Paraguai el 2008. La RASD no està reconeguda ni per l'ONU ni per la Lliga Àrab ni per cap país europeu ni cap membre permanent del Consell de Seguretat de Nacions Unides. Les pretensions del Marroc respecte a la seva "integritat territorial" (el que podria ser interpretat com a suport a la seva reivindicació sobre el Sàhara Occidental) són ben vistes, últimament pel suport oscil·lant de 25 estats i per la Lliga Àrab. No obstant això, cap país reconeix formalment l'annexió, com admet l'informe del Secretari General de l'ONU del 19 d'abril de 2006:
| « | […] ja que això implicaria el reconeixement de la sobirania del Marroc sobre el Sàhara Occidental, cosa que estava fora de qualsevol consideració, atès que cap Estat membre de les Nacions Unides havia reconegut dita sobirania | » |
| — | |   |

## Història
Sembla que els primers habitants foren pobles de pell negra, els quals van ser foragitats cap al sud a causa de l'avenç dels amazics nord-africans als segles viii i ix.
Des del segle xv els espanyols van ser atrets pel litoral del Sàhara. El seu primer establiment sobre aquesta part del litoral saharià data de 1476, quan Diego García de Herrera, senyor de Lanzarote, va fer edificar un fortí que va batejar "Santa Cruz de la Mar Pequeña" i que va ser destruït més tard pel sultà el Wartassi el 1527. El 1860 la guerra hispanomarroquina s'acaba amb la victòria dels espanyols a la batalla de Tetuan, que els va permetre apoderar-se de la ciutat de Tetuan, i en el tractat de pau inserir l'article núm. 8, que els va permetre controlar posteriorment el Sàhara.
A mitjan segle xix diversos comissaris espanyols visitaren el Sàhara occidental sense resultats pràctics. El temor a una colonització anglesa feu que el 1884-85 una expedició espanyola organitzada per la Societat Espanyola d'Africanistes i Colonistes prengués possessió del territori i hi fundés dues bases pesqueres, una de les quals fou Villa Cisneros (l'actual Dajla).
Reclamada com a territori per Espanya el 1885, l'ocupació efectiva de l'interior del territori no es va realitzar fins al 1934. Després de la seva independència, el Marroc va reclamar el territori del Sàhara Occidental com a part del seu "Gran Marroc". El 1967 l'ONU va recomanar la descolonització del territori en tant que poc després, Mauritània també es va sumar a les reclamacions territorials marroquines.

Mapa del Mur Marroquí en el territori saharià. En groc, el territori ocupat pel Front Polisario.

El 1900 hi foren fixades les fronteres pels governs espanyol i francès. El 1958 el Sàhara esdevingué província espanyola. Des del 1970, Algèria, el Marroc i Mauritània exigiren al govern de Madrid la descolonització del Sàhara. El 14 de novembre de 1975, amb l'Operació Golondrina, el govern espanyol es retirà del territori, que fou repartit entre el Marroc i Mauritània, a través de l'acord de Madrid. Però la població autòctona, els sahrauís, encapçalada pel Front Polisario (organització d'alliberament nacional sahrauí fundada el 1973), hi proclamà la República Àrab Sahrauí Democràtica (RASD) i, amb el suport libi i algerià, inicià la lluita contra els dos nous estats ocupants.
Mentrestant, comença l'agitació nacionalista al Sàhara Occidental. El 1968 es crea el Moviment d'Alliberament de Saguia el Hamra i Riu d'Or sota el lideratge de Sidi Brahim Bassiri. La repressió d'un brot nacionalista a Aaiun, el 17 de juny de 1970 conclou amb 40 morts i centenars de detinguts. Bassiri és arrestat i mai es va tornar a saber d'ell. Probablement les forces de seguretat espanyoles el van assassinar poc temps després del seu arrest. Poc després, el 10 de maig de 1973, es crea el Front Polisario (Front Popular per a l'Alliberament de Saguia el Hamra i Riu d'Or), que comença la lluita armada contra Espanya.
El 6 de novembre de 1975 la Marxa Verda (recolzada pels Estats Units) va traspassar la frontera internacionalment reconeguda del Sàhara Occidental. En virtut dels Acords de Madrid de 1975, es va establir una administració temporal tripartida constituïda per Espanya, el Marroc i Mauritània. El 26 de febrer de 1976 Espanya va abandonar el territori, després d'això el Front Polisario (recolzat per Algèria) va proclamar la República Àrab Sahrauí Democràtica (RASD) i va emprendre una guerra d'alliberament del territori contra aquests dos països.
L'any 1979, Mauritània renuncià als seus territoris, que foren ocupats pel Marroc. Aquest estat, per la seva part, ha construït un mur al voltant de la regió més desenvolupada econòmicament, Bu Craa, per protegir-se dels atacs del Polisario, que administra els camps de refugiats establerts a la regió algeriana de Tinduf. Tant l'ONU com l'OUA malden per l'alto el foc i per la celebració d'un referèndum sobre el futur del Sàhara.
El 1979 Mauritània, derrotada, va signar la pau amb el Front Polisario, renunciant a les seves pretensions en el territori. Alhora el Marroc va materialitzar l'ocupació, amb el suport dels Estats Units. En l'ocupació el Marroc va bombardejar a la població sahrauí amb napalm i fòsfor blanc amb l'objectiu de cometre genocidi, el que va ocasionar la fugida de molts a l'exili al desert. El 1991 el Marroc i el Front Polisario van signar un alto el foc afavorit per l'ONU que va establir la Missió de Nacions Unides per al referèndum al Sàhara Occidental (MINURSO), que se celebraria al febrer de 1992. El Front Polisario acusa el Marroc d'anar ajornant la convocatòria del referèndum mitjançant apel·lacions perquè la població no saharaui instal·lada pel govern marroquí en la zona durant els últims anys (que ja és majoria) tingui dret a vot. El Marroc rebutja aquestes acusacions i acusa Algèria i el Polisario d'augmentar la població de la RASD amb l'aportació de sahrauís algerians, de moment, Algèria no permet cap mena de cens de la població dels camps de refugiats de la província de Tindouf i només hi ha estimacions.
Durant els anys noranta, el programa de Vacances en Pau junt a les remeses enviades pels treballadors saharauis a l'estranger aportaren diners a l'economia del Sàhara Occidental.
Per superar l'estancament del procés de pau, les Nacions Unides van designar a James Baker com Enviat Personal del Secretari General de les Nacions Unides per al Sàhara Occidental. Sota els seus auspicis, el 1997 el Marroc i el Front Polisario van signar els Acords de Houston. El gener de 2000 es va finalitzar el procés d'identificació de votants per al referèndum d'autodeterminació. Es van presentar 120.000 apel·lacions, però, en lloc de tramitar d'acord amb els procediments pactats per les dues parts, el Secretari General de l'ONU va congelar el procés. Per superar el bloqueig, el secretari general va proposar un pla per a la repartició del Sàhara entre el Marroc i el Front Polisario, solució que va ser acceptada pel Front però rebutjada pel Marroc. Per superar de nou aquest bloqueig, James Baker va proposar un altre pla, l'anomenat pla Baker II, que el 2003 va ser avalat per unanimitat pel Consell de Seguretat (Resolució 1495). El Marroc, però, no va acceptar el pla, perquè segons els responsables marroquins el pla no garanteix la participació de tots els sahrauís en el referèndum d'autodeterminació. El Marroc va proposar en el seu lloc concedir al Sàhara Occidental una àmplia autonomia sota la seva sobirania (les condicions no han estat encara concretades) i la creació del CORCAS (Consell Reial per als Assumptes del Sàhara) composta per membres de diferents clans i tribus sahrauís designats pel rei del Marroc, però aquesta solució va ser rebutjada pel Front Polisario.
Actualment, el territori del Sàhara Occidental està dividit per un mur de més de 2.000 km de llarg que divideix de nord a sud el Sàhara Occidental. La zona a l'oest del mur, de protecció marroquina, és el territori ocupat pel Marroc, anomenat "Sàhara Marroquí", mentre que la zona a l'est del mur constitueixen els denominats pel Polisario "territoris alliberats" o "zona defensiva" pel Marroc.
L'any 2020, l'exèrcit marroquí entrà al sur del Sàhara violant l'alto el foc després de setmanes de protestes pacífiques dels sahrauís al pas fronterer de Guerguerat fent créixer el perill de conflicte bèl·lic a la vegada que el Front Polisario declarà l'«alerta màxima», just deu anys després dels enfrontaments al campament sahrauí de Gdeim Izik.

## Govern i política

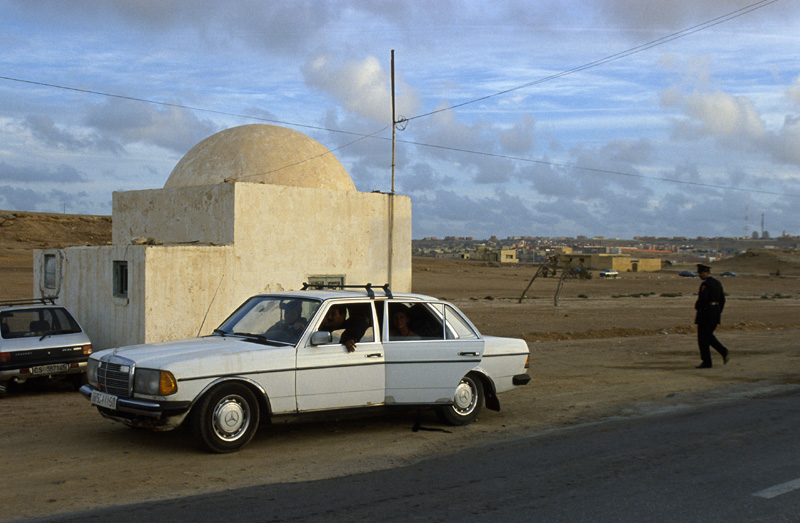
Base militar a El Aaiún.

L'estatus legal del territori i la qüestió de la sobirania estan per resoldre. Es troba en la seva gran majoria sota el control del Marroc, però el Front Polisario, que va constituir el 1976 la República Àrab Sahrauí Democràtica, el disputa. Des de llavors els dos bàndols s'han enfrontat militar i diplomàticament en diverses ocasions i amb diversos graus d'intensitat.
Per la seva banda, l'ONU mai ha reconegut els Acords de Madrid i, per tant, només reconeix com a potència administradora a Espanya.

### Organització politicoadministrativa
Antigament es dividia en Saguia l'Hamra (amb capital a Aaiun) i Riu d'Or (capital Dajla, on hi ha un aeroport, antigament anomenada Villa Cisneros). Altres poblacions importants són Smara, Bir Lehlu, La Güera (o L'Agüera, actualment un despoblat) i Guerguerat.
El Marroc va dividir el Sàhara Occidental en quatre províncies: Boujdour (Bojador), Laâyoune (Aaiun), Es-Smara (Smara) i Oued Eddahab (Riu d'Or). Després de la reorganització territorial de 1997, el territori del Sàhara Occidental pertany a tres regions marroquines (Uad Ed-Dahab-La Güera, L'Aaiún-Bojador-Saguía L'Hamra i Guelmim-Semara). Les dues últimes inclouen també territori del Marroc pròpiament dit (una petita porció de Cap Juby aquella i una gran porció del sud del Marroc l'última).

### Drets humans
L'any 2009 l'Eurocambra va expressar la seva preocupació davant l'ONU pel deteriorament de la situació dels drets humans a la regió. Expressament es va referir als drets de "llibertat d'expressió, associació, manifestació i comunicació". Afegeix a més que la justícia marroquina de la zona està esbiaixada per la pressió de protecció del domini. Diversos informes d'organitzacions independents han posat de manifest la permanent violació dels drets humans del poble saharaui per part de les autroritats del regne del Marroc.

## Geografia

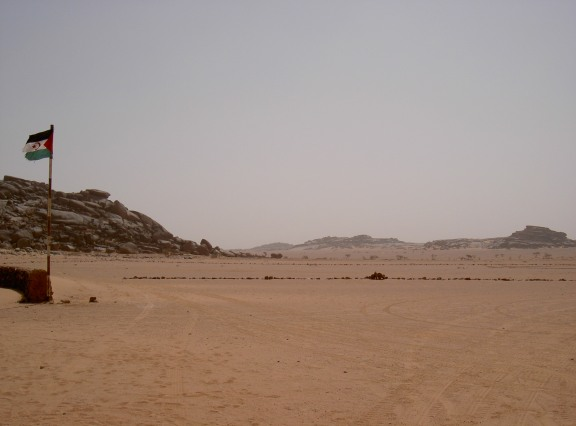
Rodalies de Tifariti.

El Sàhara Occidental està situat a l'Àfrica del Nord, limitant cap al nord amb l'oceà Atlàntic, entre Mauritània (est i sud) i el Marroc (nord). Limita també al nord-est amb Algèria.
Travessat pel Tròpic de Càncer, el territori està ocupat pel desert del Sàhara, sent una part erg (sorrenca) i una altra hamada (pedregosa).

## Ecologia
L'escassa vegetació gairebé només es limita als oasis. Hi ha algunes espècies d'animals adaptades a l'àrid hàbitat desèrtic, com el ratolí brincant del desert.
Segons WWF gairebé tot el territori pertany a l'ecorregió de desert anomenada estepa del Sàhara septentrional; llevat de la costa, que es divideix entre el bosc sec mediterrani i el matoll suculent d'acàcies i erguenes, a l'extrem nord, i el desert costaner atlàntic, al centre i al sud, i alguns enclavaments de salobrar del Sàhara a l'interior.

## Economia

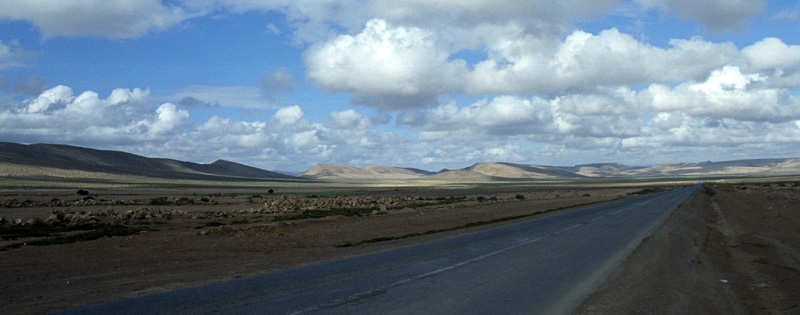
Paisatge del Sàhara Occidental. El terreny no és apropiat per a l'agricultura.

El Sàhara Occidental compta amb pocs recursos naturals i no posseeix suficients precipitacions com per proveir la majoria de les activitats agrícoles. La seva economia se centra en el pasturatge nòmada, la pesca i l'extracció de fosfats, dels quals constitueix el major jaciment del món. La majoria dels aliments per a la població urbana ha de ser importada. Tot el comerç i altres activitats econòmiques són controlats pel govern del Marroc. Els ingressos i estàndards de vida es troben substancialment per sota dels del Marroc. Actualment el 9,8% dels saharauis viuen a la pobresa (contra el 15% a la resta del Marroc).
L'economia del Sàhara Occidental és incipient, la major part dels seus habitants subsisteixen de la pesca (el banc pesquer del Sahara és o va ser un dels més rics del món) i dels vegetals marins, també de les fruites de les palmeres i en part de la ramaderia. Algunes guanys de diners venen també de la venda de segells postals (no reconeguts per la Federació Internacional de Filatèlia, encara que molt apreciats pels col·leccionistes).
Existeixen riqueses minerals com metalls diversos i petroli que es troba en grans bosses descobertes i explotades completament per empreses estrangeres a l'àrea ocupada il·legalment pel Marroc. La RASD no pot fer res per evitar-ho i ara intenta atreure empreses amigues que sondeigin els territoris alliberats per a la seva explotació i així pal·liar la seva situació econòmica.
Però la major riquesa són les abundants mines de fosfat amb les que compta el territori. Durant el període final que Espanya va controlar el Sàhara, es va convertir en un dels primers productors d'aquest compost. Actualment el govern del Marroc manté en la seva zona de control una política de secretisme i desinformació al voltant d'aquest i els altres aspectes de l'economia especialment per tot el que fa referència a l'explotació de riqueses i matèries primeres, ja que podria considerar-se com un "espoli", i d'aquesta manera no contravenir ni cridar l'atenció de la Comunitat Internacional ni de l'ONU. Es creu que la producció de fosfat és altíssima i que l'administració colonial (doncs com a tal la consideren la majoria de nacions i les resolucions de l'ONU) el tracta d'ocultar en el possible i la minimitza fins a extrems increïbles.

## Demografia

Evolució demogràfica entre 1961 i 2003 (font: FAO, 2005). Població en milers d'habitants.

La població del Sàhara Occidental en la seva major part és d'origen àrab (amazics arabitzats) i amazic, hi ha també una escassa minoria d'ascendència espanyola o europea, i de raça negra. Gran part de la població sahrauí originària (al voltant de 155.000) es troba refugiada en campaments a Tindouf des de 1975.
El Sàhara Occidental és un dels territoris més escassament poblats del món i possiblement el de menor densitat de població. Al juliol de 2004 existia al Sàhara Occidental una població estimada en 267.405 persones.

## Cultura
L'idioma oficial és l'àrab, tot i que es parla diàriament el dialecte conegut com a hassania, també parlat a Mauritània. També es parla l'espanyol, tant a la zona controlada per la RASD, on s'estudia com a llengua cooficial, com a la zona ocupada pel Marroc, on el parlen com a segon idioma els sahrauís d'origen, particularment els que van créixer sota l'ocupació espanyola, i amb girs i modismes de les Canàries i a vegades arcaismes dels anys 1950, el que el fa interessant filològicament.
La zona del RASD té l'àrab i l'espanyol com a llengües oficials.
La religió predominant és l'islam.